# Ademar Alves Amorim
Ademar Alves Amorim (Piracanjuba, 8 de novembro de 1933) é um político brasileiro.
Formado em Contabilidade, foi eleito prefeito da cidade em que nasceu e entre 1991 e 1995 foi deputado estadual e secretário de estado. Também exerceu a gerência local de uma das unidades da Celg.
Ademar é proprietário de fazendas no município de Piracanjuba.